# Světový pohár v moderním pětiboji 2009
Světový pohár v moderním pětiboji 2009 měl zahájit závod v americkém Palm Springs od 19. do 22. března, byl ale zrušen a tak se zahajovalo až v Ciudad de México od 24. do 29. března. Finále světového poháru proběhlo v září v brazilském Riu de Janeiru. V Maďarsku proběhlo 3. kolo odděleně pro muže a ženy ve dvou městech.

## Medailisté

### Muži
| Místo            | Datum          | Zlato             | Stříbro             | Bronz                |
| ---------------- | -------------- | ----------------- | ------------------- | -------------------- |
| Palm Springs     | 19.–22. března | Zrušeno           | Zrušeno             | Zrušeno              |
| Ciudad de México | 24.–29. března | Marcin Horbacz    | Oscar Soto Carrillo | Ádám Marosi          |
| Káhira           | 16.–19. dubna  | Ondřej Polívka    | Edvinas Krungolcas  | Tadas Zemaitis       |
| Budapešť         | 7.–10. května  | Deniss Čerkovskis | Ádám Marosi         | Edvinas Krungolcas   |
| Řím              | 20.–25. května | Ilja Frolov       | Ádám Marosi         | Christopher Patte    |
| Rio de Janeiro   | 11.–13. září   | Ádám Marosi       | Pavlo Tymoščenko    | Federico Giancamilli |
| Celkem           | Celkem         | Ádám Marosi       |                     |                      |

### Ženy
| Místo            | Datum          | Zlato              | Stříbro            | Bronz                    |
| ---------------- | -------------- | ------------------ | ------------------ | ------------------------ |
| Palm Springs     | 19.–22. března | Zrušeno            | Zrušeno            | Zrušeno                  |
| Ciudad de México | 24.–29. března | Aya Medany         | Laura Asadauskaitė | Amélie Cazé              |
| Káhira           | 16.–19. dubna  | Laura Asadauskaitė | Aya Medany         | Amélie Cazé              |
| Székesfehérvár   | 14.–17. května | Laura Asadauskaitė | Amélie Cazé        | Jevdokija Grečišnikovová |
| Řím              | 20.–25. května | Aya Medany         | Leila Gyenesei     | Jevdokija Grečišnikovová |
| Rio de Janeiro   | 11.–13. září   | Donata Rimšaitė    | Yane Marques       | Leila Gyenesei           |
| Celkem           | Celkem         | neznámá vlajka     |                    |                          |